# سیارک ۱۲۱۰۴
سیارک ۱۲۱۰۴ (به انگلیسی: 12104 Chesley، نامگذاری:1998KO6) دوازده هزار و صد و چهارمین سیارک کشف شده‌است که در ۲۲ مه ۱۹۹۸ کشف شد.
قدر مطلق سیارک برابر ۴۲.۶ است. این سیاره در کهکشان آندرومید قرار دارد.